# Єршиче
Єршиче (словен. Jeršiče) — поселення в общині Церкниця, Регіон Нотрансько-крашка, Словенія. Висота над рівнем моря: 818,3 м.